# Thelotrema inalbescens
Thelotrema inalbescens är en lavart som beskrevs av Nyl. 1890. Thelotrema inalbescens ingår i släktet Thelotrema och familjen Thelotremataceae.   Inga underarter finns listade i Catalogue of Life.